# Isabel de Liaño
Isabel de Liaño fue una escritora española, vecina de Palacios de Campos, pedanía de Medina de Ríoseco (Valladolid) a principios del siglo XVII. 

## Biografía
Isabel de Liaño escribió Historia de la vida, muerte y milagros de Santa Catalina de Sena, publicado en Valladolid el 15 de enero de 1604. Cristóbal Núñez de León, escribano del rey, dio fe de la presentación del libro y el pago de la tasa correspondiente, mencionando la viudedad de Isabel de Liaño en ese documento.

## Obra
Historia de la vida, muerte y milagros de Santa Catalina de Sena está dirigida a la reina Margarita de Austria, a quien dedicó el prólogo.
La obra está dividida en tres libros y compuesta en octava rima. Su título original era Octavas de santa Catalina de Sena. 
Al prólogo y dedicatoria le siguen ocho poemas cuyos autores pertenecen en su mayoría al mundo de los juristas. Entre ellos uno es de origen portugués y otro podría estar relacionado con familias lusas, a juzgar por sus apellidos.

Estudios recientes mencionan la relevancia de los paratextos ya que al no incluir una autobiografía en la obra, cobran suma importancia al dejar traslucir las circunstancias poco favorables que rodearon la creación de la misma. Las mujeres tienen una presencia esquiva en los paratextos, sin embargo como dice la catedrática de literatura Nieves Baranda Leturio, de Liaño hace una referencia explícita en los versos iniciales a las mujeres como destinatarias privilegiadas de su texto.
«Y tú, lector, si tibio te sintieres
y mis versos en ti mal se perciben,
no los leas, te ruego, si quisieres,
pues para ti los tales no se escriben.
Solo los escribí para mujeres,
que lo que es devoción mejor reciben
y aunque no lo merezca harán estima
por ser de mano femenil la rima»